# Mirna Spritzer
Mirna Spritzer (Porto Alegre, 3 de abril de 1957) é uma atriz brasileira, que construiu sua carreira no teatro, cinema e televisão do Rio Grande do Sul .
Formada em Artes Cênicas (1982) pela Universidade Federal do Rio Grande do Sul, com mestrado (1999) e doutorado (2005) em Educação pela mesma universidade, onde é professora do Departamento de Arte Dramática desde 1993 .

## Biografia[4]
Estreou no teatro em 1977, quando ainda era estudante de arquitetura e se juntou ao Grêmio Dramático Açores, grupo experimental ligado ao Teatro de Arena para a montagem de "Um edifício chamado 200", de Paulo Pontes. Em seguida, começou a cursar Arte Dramática, vindo a abandonar a arquitetura dois anos mais tarde. Na Universidade, montou com alguns colegas o grupo amador Teatro da Terra, e em 1979 juntou-se ao recém-criado grupo Teatro Vivo, da professora, diretora e atriz Irene Brietzke.
Já o primeiro espetáculo do Teatro Vivo, "Frankie, Frankie, Frankenstein", uma adaptação do clássico de Mary Shelley, foi selecionado pelo Serviço Nacional de Teatro para o Projeto Mambembão, apresentando-se no Rio e São Paulo e recebendo bom público e boas críticas. A partir daí, o grupo desenvolveu uma série de trabalhos baseados ou influenciados por Brecht, incluindo textos de autores nacionais como Oswald de Andrade e Naum Alves de Souza.
Já totalmente dedicada ao teatro, em 1986, Mirna assumiu como professora no Curso de Arte Dramática da UFRGS, após vários anos de experiência lecionando teatro para alunos do segundo grau de Porto Alegre, tanto no Colégio Israelita quanto no 'Colégio Americano'. Em 1988, por sua interpretação de Leocádia Begbick em "Mahagonny", de Brecht, foi considerada a melhor atriz do ano pelas duas principais premiações do estado: o Troféu Quero-quero do SATED e o Prêmio Açorianos da Secretaria Estadual de Cultura.
Desde 1991, Mirna tem também atuação destacada no processo de renovação do gênero radionovela no Rio Grande do Sul, participando na adaptação e interpretação de diversas peças, a princípio para o Instituto Goethe local, depois para o Núcleo de Peças Radiofônicas de Porto Alegre que ela ajudou a criar a partir de seu trabalho de pesquisa na UFRGS, e finalmente no programa semanal "Radioteatro", que ela dirigiu e apresentou durante 10 anos (1998-2007) na FM Cultura.
Em 2008 protagonizou a série "Fantasias de uma Dona de Casa", exibida na RBS TV e no Canal Brasil, e reprisada pela RBS em 2013 . Em 2012 contracenou com Fernanda Montenegro no especial de fim de ano "Doce de Mãe" da TV Globo, piloto da série mais tarde premiada com o Emmy Internacional . Em 2015 ganhou o Prêmio Braskem de Melhor Atriz por sua atuação em "Língua mãe, Mameloschn", da dramaturga alemã Marianna Salzmann .

## Trabalhos em teatro
- 2015: "Língua mãe, Mameloschn" (de Marianna Salzmann)
- 2013-15: "Cidade proibida" (com o grupo Cia. Rústica, direção Patrícia Fagundes)
- 2013: "Stand up drama" (a partir de textos de Paul Auster e Mario Benedetti)
- 2008: "Babel Genet" (a partir de textos de Jean Genet)
- 2006: "Teus desejos em fragmentos" (de Ramón Griffero) (direção)
- 2000: "Programa de família" (do grupo Cuidado que Mancha)
- 1998-99: "Noite Brecht" (colagem de textos de Bertolt Brecht)
- 1994: "Um homem é um homem" (de Bertolt Brecht)
- 1990-91: "Onde estão os meus óculos?" (de Karl Valentin)
- 1990: "Margarete e sua mãe" (de Irene Brietzke)
- 1988: "O amante de Madame Vidal" (de Louis Verneuil)
- 1988: "Mahagonny" (de Bertolt Brecht)
- 1987: "Peer Gynt, o imperador de si mesmo" (de Henrik Ibsen)
- 1986: "A maldição do vale negro" (de Caio Fernando Abreu)
- 1985: "A aurora da minha vida" (de Naum Alves de Sousa)
- 1984: "O casamento do pequeno burguês" (de Bertolt Brecht)
- 1983: "No natal a gente vem te buscar" (de Naum Alves de Sousa)
- 1982: "O rei da vela" (de Oswald de Andrade)
- 1981: "Happy end" (de Bertolt Brecht)
- 1980: "Uni, duni, tê" (de Irene Brietzke)
- 1980: "Salão grená" (a partir de poemas de Bertolt Brecht)
- 1979: "Frankie, Frankie, Frankenstein" (baseado no romance de Mary Shelley)
- 1978: "Ivone e sua família" (de Tânia Faillace)
- 1977: "Um edifício chamado 200" (de Paulo Pontes)

## Trabalhos no cinema e televisão[9]
- 2017: Yonlu
- 2014: "O Mercado de Notícias .... Comadre Expectativa
- 2012: "Doce de Mãe" (especial de TV) ... Zaida
- 2012: "Vida de república" (série de TV, 1 episódio) .... apresentadora
- 2011: "Mulher de fases" (série de TV, 1 episódio) .... Catarina
- 2010: "Antes que o mundo acabe" .... Freira-professora de química
- 2008: "Fantasias de uma dona de casa" (série de TV) ... Carmem
- 2007: "Pé na porta (série de TV, 2 episódios) .... Odete
- 2007: "Cão sem dono" (longa) .... editora
- 2007: "Quintana, anjo poeta" (série de TV, 2 episódios)
- 2002: "O bochecha" (episódio da série "Contos de inverno") .... Carmem
- 2000: "Tolerância" (longa) .... jurada
- 1997: "Anchietanos" (episódio da série A Comédia da Vida Privada) .... Madame Mirna
- 1996: "Um homem sério" (curta) .... no cortejo
- 1990: "Festa de Casamento" (curta) .... mulher traída
- 1990: "Heimweh/Nostalgia" (média)
- 1985: "Sonho sem fim" (longa)
- 1985: "Sem perdão" (super-8)
- 1985: "Condomínio Nova República" (super-8)
- 1983: "Às margens plácidas" (super-8)

## Obras publicadas
- 2005: "O corpo tornado voz: a experiência pedagógica da peça radiofônica", tese de doutoramento em educação, UFRGS [10].
- 2003: "A formação do ator: um diálogo de ações", ed. Mediação [11]
- 2002: "Bem lembrado: história do radioteatro em Porto Alegre" (co-a. Raquel Grabauska), ed. AGE
- 2002: "Comédias do coração" (co-a. Raquel Grabauska), ed. Instituto Estadual do Livro